# Conan the Librarian
Conan the Librarian es una parodia del personaje Conan el Bárbaro, creado por Robert E. Howard, que se ha convertido en un tropo literario, y ha aparecido en varios medios, incluyendo películas, radio, televisión, cómics y fanfictions. Basado en la semejanza en idioma inglés del sonido de la palabra "librarian" (lit. bibliotecario) con "barbarian" (lit. bárbaro), y sus significados opuestos, la frase es una obvia acuñación paródica, y sus orígenes y reapariciones probablemente pueden deberse a ambas invención independiente e imitación.

## Apariciones
Este listado no es exhaustivo.

### Televisión
- Monty Python's Flying Circus (década 1970): Conan the Librarian aparece en el espectáculo de comedia Monty Python durante un sketch cómico de los años 1970,[cita requerida] presentando a Michael Palin como un director de cine quién se especializa en películas no violentas, como Conan the Librarian y otras varias.
- You Can't Do That on Television (1982): Conan the Librarian estuvo representado en este programa de comedia durante su episodio "Heroes" transmitido en 1982.
- Reading Rainbow (1986): Conan the Librarian (voz interpretada por Eric Bogosian) aparece en un sketch animado en un episodio de 1986 ("Alistair in Outer Space") de esta serie televisiva para niños. A diferencia del Conan visto en UHF (véase más abajo), este Conan the Librarian si resulta útil y de manera épica le muestra a un chico joven como debe proceder para conseguir su propia tarjeta de biblioteca. Este personaje fue más tarde el tema de un episodio piloto propuesto para tener su propia serie.[1]

### Radiofonía
- The Frantics (1983): La troupe canadiense de comedia The Frantics presentó a Conan the Librarian durante un sketch principal de Frantic Times #51, titulado "Roman Numerals", transmitido en la programación Variety Tonight de CBC Radio en febrero de 1983.[2] Conan estuvo retratado como el guerrero feroz que "recorre los yermos entre la ficción y la no-ficción", quién masacra a un cliente de biblioteca porque devolvió un libro con retraso.

### Cómics
- Conan the Librarian (1982): La primera aparición impresa de Conan the Librarian puede haber sido en la revista Venue durante 1982, en la Universidad Estatal Glassboro (actualmente Universidad Rowan), con ilustraciones de Mark Drossman e historia de Bob Minadeo.[3] Esta se reimprimió en la colección de Henry Holt & Company sobre humor universitario de los años 1970 y los primeros de los años 1980, Hellbent on Insanity.
- Mother Goose and Grimm (1987). Probablemente la siguiente aparición impresa de Conan the Librarian es en esta tira cómica de 1987. Ham the pig, regresando un libro a la sección de "libros atrasados", contempla aprensivamente a través del escritorio a un bibliotecario ceñudo y musculoso, con una vestimenta típica del estilo Conan el Bárbaro, pero identificado como "Conan the Librarian" por el letrero en el escritorio.

### Películas
- UHF (1989): Conan the Librarian también aparece en un segmento breve de la película UHF de 1989 protagonizada por "Weird Al" Yankovic.[4] Retratado por Roger Callard,[5] este personaje exageradamente musculoso habla en inglés con acento austriaco, calcado en base a la interpretación de Conan hecha por Arnold Schwarzenegger. Cuando un cliente de la biblioteca le hacia una consulta, él le reprocha de manera amenazante porque este otro no conocía el sistema Dewey de clasificación, y además rebana furiosamente en dos a otro cliente joven por regresar un libro con retraso en su tiempo de devolución a la biblioteca.

### Fanfiction
- Hadley V. Baxendale (1987): En 1987, el personal de la biblioteca de la Facultad de derecho William Mitchell creó al personaje Conan the Librarian para una función en un concurso de talentos y posteriormente escribieron The Adventures of Conan the Librarian (lit. Las Aventuras de Conan el Bibliotecario). Esto estuvo seguido por The Return of Conan the Librarian (lit. El Regreso de Conan el Bibliotecario) y Conan the Librarian on the Information Highway (lit. Conan el Bibliotecario en la Carretera de Información). El autor de estas historias es el ficticio "Hadley V. Baxendale" (un juego de palabras en el caso legal famoso Hadley v Baxendale). Este Conan es un bibliotecario normal quién vive en la mítica "Era informática".[6]

### Software
- Conan The Librarian, the OpenVMS HELP tool (2002): Mark Daniel escribió un script conocido como Conan the Librarian que hace a la Ayuda y Bibliotecas de Texto de OpenVMS accesibles en el hipertexto del entorno. También proporciona una facilidad de búsqueda de palabras clave, ambos desde un diálogo de búsqueda en páginas pertinentes, y utilizando una cadena de consulta URL.[7]

## Variaciones
- Colin the Librarian (1993): Una variación del personaje, llamado "Colin the Librarian", fue creado por Rico Parsons y Tony Keaveny para su novela Colin the Librarian: The Chronicles of Ancient Threa - Volume 3 or Maybe Volume 4 (lit. Colin el Bibliotecario: Las Crónicas de Antiguos Threa - Volumen 3 o Quizás Volumen 4) (Londres: Michael O'Mara, 1993). Un Colin the Librarian diferente más tarde apareció en la novela juvenil Colin the Librarian de Merv Lambert (Luton: Andrews UK Limited, 2012).
- Dr. Conan T Barbarian (2011): En un nivel académico más elevado que un cargo de bibliotecario. Nombre completo: Dr. Conan T Barbarian, BA (Cimmeria) PhD. (UCD). FTCD (Profesor asociado de Long Room Hub en Estudios de Hiboria y Matanza de Tiranos). En 2011, un perfil de facultad para Dr. Conan T Barbarian apareció en el sitio web de la Escuela de Inglés de Trinity College Dublin. En su historial académico se indicaba que su PhD estaba intitulado como 'Para Oír Las Lamentaciones de Sus Mujeres: Construcciones de Masculinidad en Literatura Zamoran Contemporánea' y que había obtenido su posición por 'decapitar exitosamente a su predecesor durante un sangriento batallar el cual durante mucho tiempo será recordado en leyendas y canciones' durante 2006. Esa apuntación fue removida por la administración Universitaria el 14 de septiembre de 2011, después de estar a la vista del público durante todo un día en el sitio web.[8][9]